# Buffalo Machinery
Buffalo Machinery (Тайвань) — один из крупнейших тайваньских производителей металлообрабатывающего оборудования.
Выпускает металлорежущие станки под собственными брендами Microcut и Challenger. Также является крупным OEM-производителем станочного оборудования ряда известных европейских марок. Металлорежущее оборудование Buffalo Machinery используется на многих российских промышленных предприятиях, в том числе и для выполнения важных государственных заказов.

## Краткая справка
- Компания основана в 1979 году
- Количество заводов — 8
- Заводские площади — 50 000 кв. м.
- 3000 единиц оборудования выпускается ежегодно

## История компании
- 1978 год — основание компании.
- 1980 год — производство линейки токарных станков серии BNC
- 1985 год — начало выпуска обрабатывающих центров серии ММ и VM
- 1988 год — запуск первой линии по производству горизонтально-расточных станков серии НВМ-4, HBM-5T
- 1990 год — выпуск усовершенствованных вертикальных обрабатывающих центров серии VMC
- 1993 год — выпуск вертикального обрабатывающего центра портального типа
- 1995 год — начало выпуска токарных обрабатывающих центров серий LT и HT
- 1998 год — выпуск первого 5-осевого обрабатывающего центра серии MCG
- 2000 год — редизайн всей линейки металлообрабатывающего оборудования
- 2005 год — выпуск токарно-фрезерных центров с осью «C»
- 2008 год — производство первого высокоскоростного токарного центра с противошпинделем и двумя фрезерными головками DUAL-500
- 2010 год — начало выпуска корпоративного журнала The Challenger
- 2011 год — выпуск токарных центров с осью «С» и «Y»

## Модельный ряд
1. Токарные станки с ЧПУ. Модели MicroPanther, BNC, LT, HT, HTL
2. Вертикальные обрабатывающие центры. Модели MM, VM, VMC
3. Высокоскоростные вертикальные обрабатывающие центры. Модели серии V
4. 5-осевые обрабатывающие центры. Модели серии MU
5. Горизонтально-расточные станки. Модели серии HBM
6. OEM-продукция

Базовые части станины и других узлов механической части станков выполнены исключительно из чугуна марки «Механит». Литые части всех основных узлов обеспечивают максимальное гашение вибраций, что позволяет добиваться микронной точности обработки и сохранения точностных параметров оборудования в течение длительного срока его эксплуатации.
При производстве станков Buffalo Machinery используются комплектующие:
- подшипники NSK(Япония),
- ШВП и линейные направляющие THK (Япония),
- коробки скоростей ZF (Германия),
- гидравлика Rexroth (Германия),
- датчики круговых и линейных перемещений Heidenhain (Германия),
- ЧПУ Siemens и Fanuc

## Потребители
- общее машиностроение,
- нефтяная и газовая индустрии,
- автоматика,
- энергетическое машиностроение,
- автомобилестроение,
- кораблестроение,
- производство штампов и пресс-форм,
- авиационная промышленность,
- медицина,
- сельское хозяйство,
- оборонно-промышленный комплекс.

## Награды
1. Гран-при национальной тайваньской премии малого и среднего предпринимательства
2. Премия лучшему тайваньскому производителю по итогам 2009 года
3. Звание наиболее динамично развивающейся компании Тайваня по итогам 2011 года
4. Лучший работодатель Тайваня по итогам 2012 года
5. Первая в международном рейтинге 2012 года компания-производитель металлообрабатывающего оборудования в Тайване.